# Filippos IV.
Filippos IV. (řecky Φίλιππος; † 296 př. n. l. Elateia) byl králem Makedonie v letech 297–296 př. n. l. Byl nejstarším synem Kassandera a Tessaloniky (nevlastní sestra Alexandra Velikého), kteří patřili k vládnoucí třídě Antipatridů. Filippos zemřel po pouhých čtyřech měsících vládnutí v Elateii v Phocis při jídle.
O jeho krátké vládě nejsou známy žádné další podrobnosti. Po jeho smrti převzali vládu společně jeho dva bratři Antipatros I. a Alexander.